# 宮川電気
宮川電気株式会社（みやがわでんきかぶしきがいしゃ）は、三重県伊勢市において明治後期に存在した日本の電力会社である。明治末期から大正にかけては伊勢電気鉄道株式会社（いせでんきてつどう）と称し、電気供給事業と電気軌道事業を兼営した。
1896年（明治29年）設立。伊勢市（当時は宇治山田市）の電力会社として開業し、1903年（明治36年）に市内と郊外を結ぶ電気軌道（後の三重交通神都線）を敷設、翌年宮川電気から伊勢電気鉄道へと商号を改めた。その後市外にも供給区域を広げるが、1922年（大正11年）に三重県下の電気事業統合に伴って三重合同電気（後の合同電気）に統合された。
なお、近畿日本鉄道（近鉄）の前身の一つにあたり、同じく三重県内にて鉄道事業を経営した伊勢鉄道（1911年設立）が1926年から1936年まで「伊勢電気鉄道」（伊勢電）を称したが、同社との繋がりはない。

## 沿革

### 会社設立
1889年（明治22年）12月、愛知県名古屋市にて名古屋電灯が開業し、日本で5番目、東海地方では第1号となる電気事業を開始した。三重県内では翌1890年（明治23年）には津や四日市で電気事業起業の動きがあったとされるが、その実現までには時間を要し、愛知県豊橋市の豊橋電灯や岐阜県岐阜市の岐阜電灯などが先んじて開業していった。
三重県南勢地方の三重県度会郡宇治山田町（1906年市制施行し宇治山田市となる、現・伊勢市）においては、1890年、宮川治水工事に従事していた地元の起業家森由蔵が電気事業に興味を持って町の有力者に声をかけたが、賛同者は秋田喜助（洋物商）だけで他はいずれも時期尚早だとして取り合わなかったことで、起業は失敗に終わった。1893年（明治26年）には名古屋電灯から働きかけがあったというが、これも事業化にはつながらなかった。起業の動きが前進するのは1895年（明治28年）に入ってからで、まず同年5月、地元の太田小三郎（旅館備前屋の主人で「神苑会」主宰者）や秋田喜助らにより宇治山田町内での電灯供給を目的とした会社設立の発起がなされた。これとは別に大阪財界の岡橋治助（第三十四国立銀行頭取）・片岡直温（日本生命保険副社長）・平川靖（元大阪郵便電信局長）らも起業に動いていたため、同年秋から両陣営間で調整がなされたのち事業許可出願に至った。
逓信省の事業によると、同省からの電気事業経営許可は1896年（明治29年）4月7日付で下りた。出願は宮川での水力発電と電気供給事業、町内の山田地区から郊外の二見を結ぶ電気軌道（電車）事業の3つからなっていたが、実際に許可を取得したのは供給事業のみであった。この当時すなわち「旧商法」の時代（1893 - 1899年）の会社設立手続きは、発起人が農商務省より発起認可を得たのち株主募集に取り掛かり、株主の確定を済ませた上で創業総会を開催し定款や役員を定め、そして株式払込みを経て農商務省から設立免許を取って設立登記を遂げる、という煩雑なものであった。宮川電気株式会社の場合、創業総会は1896年10月18日、設立免許取得は同年12月、設立登記は翌1897年（明治30年）3月3日である。発起人は以下の18名からなった。
- 大阪側 ： 岡橋治助・片岡直温・平川靖・永井仙助（第三十四国立銀行取締役[11]）・山口善五郎（同[11]）・泉清助（日本生命保険取締役[12]）・弘世助三郎（同[12]）
- 地元側 ： 太田小三郎・秋田喜助・宇仁田宗馨（起業家、元呉服商[18]）・村井忠三郎（呉服商[19]）・橋爪孫七（同[20]）・竹内善兵衛（同[21]）・榎本三右衛門（砂糖・石油商[22]）・田口程吉・辻喜代蔵（二見の農家[23]）・御木本幸吉（鳥羽の真珠商[24]）・中岡栄太郎（名張の酒造家[25]）

設立時の資本金は13万円。役員は大阪側と地元側のバランスをとって選出されており、設立直後の役員録によると社長平川靖、取締役山口善五郎・太田小三郎・村井恒蔵（米穀商、初代宇治山田町長）、取締役兼支配人秋田喜助、監査役泉清助・弘世助三郎・宇仁田宗馨という顔ぶれであった。本社は宇治山田町大字岩淵町に構えた（1897年4月建設）。

### 電気事業と軌道事業の開業
1897年6月10日、宮川電気は電灯営業を開始し電気供給事業を開業した。三重県下では津市の津電灯（同年4月開業）に続く2番目の開業であり、津電灯・四日市電灯（9月開業。後の北勢電気）と並び県内では初期の電気事業者にあたる。電源は火力発電所で、岩淵町の、後に中部電力伊勢営業所が建設される場所に立地。開業時は50キロワットの交流発電機を1台運転しており、当初の点灯数は781灯であった。なお宮川電気では6月12日に開業式を挙行している。
翌1898年（明治31年）3月、50キロワット発電機1台の増設がなされ発電力は100キロワットに増強された。電灯数は1900年（明治33年）に1900灯を越えたものの翌年以後は減少し、津電灯・四日市電灯と同様に電気事業は伸び悩んだ。電灯数が2000灯に達するのは1905年度（明治38年度）下期のことである。
電気事業開業から間もない1897年9月、宮川電気は山田から二見へ至る電気軌道敷設の特許を取得した。不況期にあったため着工はしばらく控えられていたが、1902年（明治35年）7月になり宮川電気では臨時株主総会を開いて軌道着工を決議し、12月より岩淵町・二見間の敷設工事に着手。そして翌1903年（明治36年）8月5日、軌道事業を開業した。軌道事業の電源として、岩淵の発電所に専用発電機（直流72キロワット）を増設している。開業後は路線延伸を進め、1905年8月には岩淵町から山田駅前（現・伊勢市駅前）まで延伸し、翌1906年（明治39年）10月には猿田彦神社前までの新線を完成させた。こうした軌道事業の拡大にあわせ、1904年（明治37年）2月12日（登記日）、社名を宮川電気から「伊勢電気鉄道株式会社」へ変更した。
経営面での動きとしては、1899年（明治32年）11月の役員改選で取締役・監査役が地元宇治山田の人物のみとなった。平川靖に代わる社長には設立時から取締役を務める太田小三郎が推されている。1903年9月には臨時株主総会にて最初の増資を決議し、資本金を倍額の26万円とした。

### 明治末期の事業拡大
1906年7月、伊勢電気鉄道では2度目の増資を決議して資本金を44万円増の70万円とした。次いで翌1907年（明治40年）3月には3度目の増資を決議する（ただし増資完了は1年半後の1908年12月）。以後、資本金は140万円となった。会社の規模が大きくなる中、1908年（明治41年）の役員改選では再び役員が大阪側と地元側で半数ずつとなっており、取締役には大阪の梅原亀七（株式仲買人）と野村徳七（同）が入った。
軌道事業では、岩淵町の電車車庫隣接地に建設していた第二発電所が1907年1月に竣工した。同所は初め直流発電機（出力170キロワット）のみを置く電車専用の発電所であった。一方の電気事業ではこの頃（1907年頃）、供給区域を市外の度会郡浜郷村・四郷村にも広げ、従来の電灯供給に加え電動機を動かすための動力用電力供給も始めた。逓信省の資料によると、1908年時点では第一発電所が供給専用（出力175キロワット）になっている。同年8月、度会郡二見町への供給を開始。1908年度下期には電灯数が5000灯に達した。
発電力の増強は続き、1911年（明治44年）時点では第一発電所が出力275キロワット（供給専用）、第二発電所が出力470キロワット（うち170キロワットは電車用）であった。同年6月、宇治山田市の北側にある度会郡神社町・大湊町への供給を開始。電灯数は1912年度（大正元年度）下期に1万灯へと達した。なお二見のさらに東にある志摩郡鳥羽町（現・鳥羽市）においては鳥羽造船所が付帯事業として1909年（明治42年）7月に電灯供給を始めており、伊勢電気鉄道は進出していない。
1909年12月、宇治山田市に神都瓦斯株式会社というガス会社が設立された。岡崎増太郎（専務取締役。岡山の実業家）が代表を務める会社で、1911年3月に開業し、市内に2000個以上の灯火用孔口を取り付けた。この頃、都市ガス燃焼による灯火すなわちガス灯は電灯に対する競争力をまだ有しており、伊勢電気鉄道では神都瓦斯の出現に打撃を受けて対抗上電灯料金を引き下げている。なお神都瓦斯は三重県下で第1号のガス事業者であったものの、その後第一次世界大戦期の石炭価格暴騰（当時の都市ガスは石炭ガス）で経営難に陥り、1917年（大正6年）11月供給を停止して、会社自体も同年12月解散した。

### 水力発電の模索

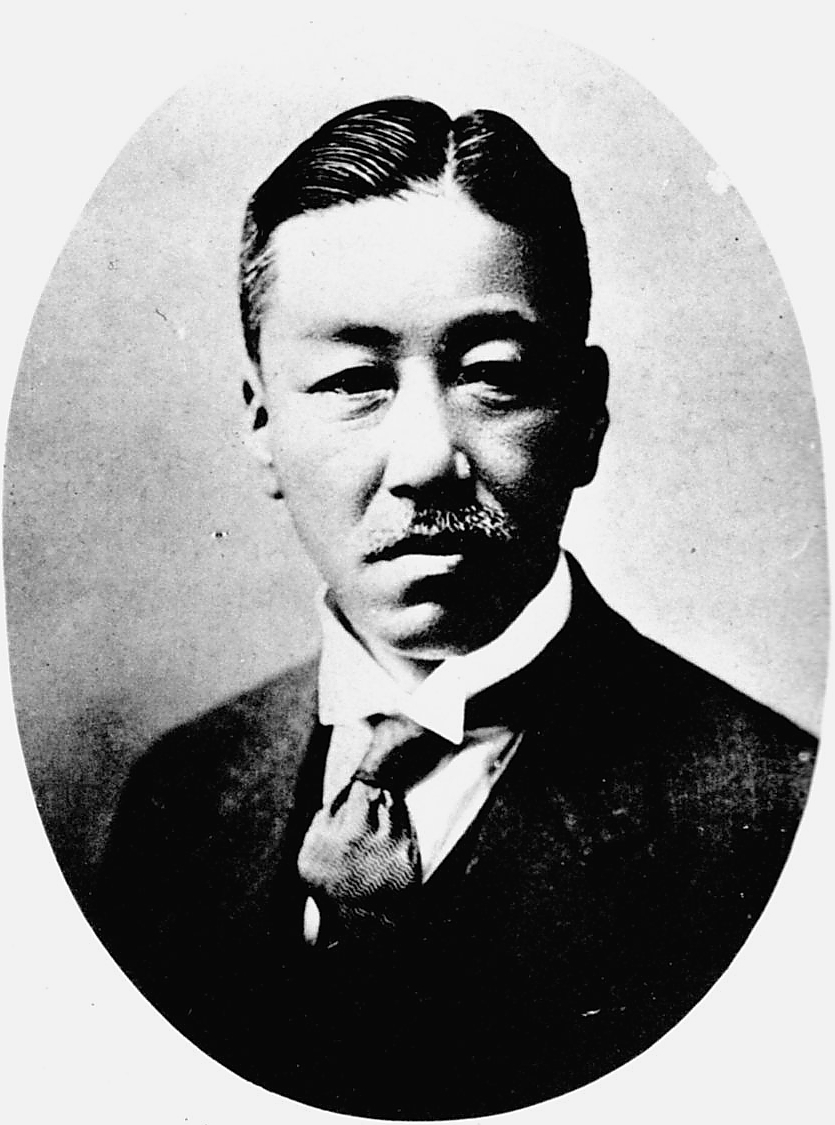
1918年から社長を務めた太田光熈

大正時代に入ると、電灯供給部門では発光部（「フィラメント」という）に金属線を用いる金属線電球の普及がみられた。金属線電球は発光部に炭素線を用いる旧来の炭素線電球に比べて著しく高効率・長寿命の白熱電球であり、タングステン線を用いる場合には炭素線電球に比して約3分の1の消費電力で済むという特徴を持つ。逓信省の資料によると、伊勢電気鉄道の場合1913年度（大正2年度）末時点では電灯1万2492灯のうち金属線電球は3分の1であるが、1918年度（大正7年度）末時点では電灯2万5411灯のうち9割超が金属線電球になっている。この間発電力の増強は一切ないが、予備発電所となっていた第一発電所が一部発電機を第二発電所へ移した上で1917年4月に廃止され、発電力の削減（出力545キロワットに）がなされている。
開業以来電源を火力発電に依存していた伊勢電気鉄道であったが、水力発電の模索も続いた。水力発電の試みは燃料石炭の高騰対策のためで、大正になりまず伊賀地方で進む比奈知川計画に参入する。電力供給契約の締結まで済ませたものの、送電距離が短くなる奈良県側への送電に計画を改めて事業許可を得たため（1919年4月比奈知川水電として会社設立）、伊勢送電は実現しなかった。次いで1914年に宮川・櫛田川での水力発電を目指す「勢陽水力」計画への参入・共同経営を試みたが、事業化に至っていない。その後1919年（大正8年）4月になり、伊勢電気鉄道では自社で水力発電を手掛ける方針を株主総会にて決議し、そのために後日資本金を400万円とする計画を決定。そして同年9月、櫛田川に水利権を獲得した。
軌道事業においては、路線が1914年（大正3年）11月に内宮前まで延伸された。大正時代の路線延伸はこの1件のみで、以後路線網は不変であった。一方で成績について見ると、この頃は、伊勢神宮の参拝客輸送を目的として明治末期より宇治山田市内に出現した乗合自動車（路線バス）との間で乗客の争奪戦が生じていた。競争の末、伊勢電気鉄道は乗合自動車事業への参入を表明するに至る。これを受けて参宮自働車株式会社（1912年2月設立）が競合回避のため伊勢電気鉄道への事業譲渡に踏み切ったため、1918年（大正7年）8月に自動車事業への進出を果たした。
経営陣に関しては、1916年（大正5年）9月に1899年から社長を務める太田小三郎が死去した。後任社長には取締役の梅原亀七が一旦昇格したが、1918年4月になり小三郎の養子太田光熈が社長に就いた。また梅原から太田への交代に際して川北栄夫が梅原から持株を買い取って取締役に就任している。川北は電気事業への投資や企画設計・工事請負、電気機械の製造販売などを営む川北電気企業社（大阪）の社長で、三重県内では先に三重共同電気（後の2代目津電灯）に関係していた。経営面では前記の増資を1919年12月に決議し、資本金を400万円とした。

### 三重合同電気の設立

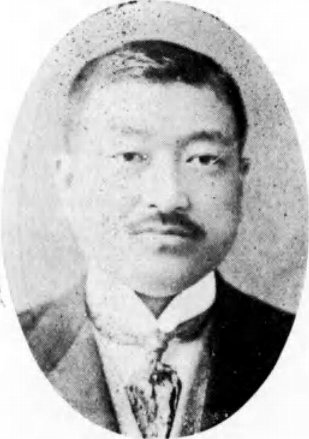
県内電気事業の合同を主唱した三重県知事山脇春樹

1920年代に入ると伊勢電気鉄道の電気事業は大きく拡大した。一つは南勢地方南部への進出である。同地への進出は、1921年（大正10年）4月に浜島電気株式会社から事業を譲り受けたことによる。この浜島電気は1915年（大正4年）1月14日、志摩郡浜島町大字浜島（現・志摩市）に資本金2万円で設立。浜島町の漁業組合関係者により起業されたものであり、同年7月より浜島町大字浜島にて、翌年より同町大字南張および度会郡宿田曽村（現・南伊勢町）にてそれぞれ供給を開始していた。
2つ目の変化は水力発電所の完成である。櫛田川上流部の飯南郡宮前村（現・松阪市飯高地区）に建設していた自社の宮前発電所は1921年12月に竣工した。またその下流側にあたる多気郡五ヶ谷村（現・多気町）では三重共同電力の波多瀬発電所が同年11月完成をみた。発電所出力は前者が832キロワット、後者が803キロワットであり、両発電所の電力は宇治山田市内の船江変電所に送られて一部は電車用電源にも充てられた。水力発電所の運転開始を機に予約済みの電灯・電力需要家に対して順次供給を始めた結果、1921年12月から翌1922年（大正11年）2月の3か月間だけで電灯数は約5000灯増加し、電力供給は2.6倍の規模に伸長。1922年2月末時点での供給成績は電灯数4万1582灯・動力用電力供給361馬力（269キロワット）・その他電力供給435.5キロワットとなった。
ただし上記水力発電所が完成した頃、伊勢電気鉄道とその周辺では新会社への移行手続きが進行中であった。これは津電灯・松阪電気・伊勢電気鉄道の3社を合同し新会社を立ち上げるというもので、1921年11月27日に3社がそれぞれ開いた臨時株主総会において合併契約が可決された。この3社合同は当時の三重県知事山脇春樹が主唱した県内事業統合構想に端を発する。1920年代初頭の三重県では四日市の北勢電気を筆頭に津の津電灯、松阪の松阪電気、伊賀上野の巌倉水電、そして宇治山田の伊勢電気鉄道が勢力を伸ばしていたが、各社それぞれ独自の経営に追われ総合的な電力供給は見込めないという状態が続いていた。山脇の構想は全国的な電気事業者合同の機運に乗じて県下の事業を合同して事態打開を図るというものであり、資本を単一事業者に集約することで供給力を充実して供給料金を引き下げ、最終的には県内における電源開発だけで県内需要充足を目指す、という目標が掲げられた。しかしながら5社による交渉の結果、合同参加は前記3社だけとなり県内事業統一は実現しなかった。
3社合併は1922年2月2日付で逓信省から認可があり、同年5月1日、新設合併による新会社・三重合同電気株式会社（後の合同電気）が発足をみた。合併に伴い同日付で津電灯は解散している。その後9月になって三重合同電気は巌倉水電を吸収し、三重県内主要事業者5社のうち4社の統合を終えた。
三重合同電気設立の一方、北勢電気は名古屋電灯の後身東邦電力へ吸収されたため、三重県の電気事業は東邦電力と三重合同電気の2社で南北に分割される形となった。その東邦電力は北勢電気合併に続き1926年（大正15年）に四日市から宇治山田まで自社送電線を伸ばし、宇治山田方面では同年9月から東洋紡績山田工場へ大口電力供給を始めた。しかし1930年（昭和5年）になると一転、三重合同電気を傘下に収めるのと引き換えに三重県内（四日市支店管内）の事業を三重合同電気改め合同電気へと引き渡している。

### 年表
- 1896年（明治29年）
  - 4月7日 - 逓信省より電気事業経営許可[14]。
  - 10月18日 - 宮川電気株式会社創業総会[9]。12月に設立免許下りる[1]。資本金13万円[16]、社長平川靖[9]。
- 1897年（明治30年）
  - 3月3日 - 会社設立登記[16]。
  - 6月10日 - 電気供給事業開業[14]。
  - 9月24日 - 軌道敷設特許取得[78]。
- 1899年（明治32年）
  - 11月 - 太田小三郎が社長就任[37]。
- 1903年（明治36年）
  - 8月5日 - 軌道事業開業[33]。区間は山田・二見間[79]。
  - 9月16日 - 13万円の増資を決議[16]。
- 1904年（明治37年）
  - 2月12日 - 伊勢電気鉄道株式会社への社名変更登記[35]。
- 1905年（明治38年）
  - 8月4日 - 山田駅まで軌道延伸[80]。
- 1906年（明治39年）
  - 7月7日 - 44万円の増資を決議[16]。
  - 9月1日 - 市制施行に伴い本店住所を宇治山田市大字岩淵町33番屋敷に変更[81]。
  - 10月16日 - 前田・宇治間と二軒茶屋・中山間の軌道開通[80]。
- 1907年（明治40年）
  - 1月 - 第二発電所（岩淵発電所）運転開始。
  - 3月28日 - 70万円の増資を決議[38]。
- 1909年（明治42年）
  - 10月1日 - 本町・前田間に外宮前経由の別線開業[80]。
- 1914年（大正3年）
  - 11月14日 - 宇治・内宮前間に軌道延伸[80]。
- 1916年（大正5年）
  - 9月 - 社長の太田小三郎死去。後任社長梅原亀七[37]。
- 1918年（大正7年）
  - 4月 - 太田光熈が社長就任[37]。
  - 8月 - 乗合自動車事業に進出[62]。
- 1919年（大正8年）
  - 12月25日 - 260万円の増資を決議し[64]、資本金を400万円とする[3]。
- 1921年（大正10年）
  - 4月 - 浜島電気（1915年1月設立）より事業を譲り受ける[65]。浜島電気は3月25日解散[82]。
  - 11月27日 - 津電灯・松阪電気・伊勢電気鉄道の3社での合併を決議[70]。
  - 12月 - 宮前発電所竣工[67]。
- 1922年（大正11年）
  - 2月2日 - 逓信省より3社合併につき認可[70]。
  - 5月1日 - 上記3社合併による三重合同電気株式会社設立[70]、伊勢電気鉄道は解散[2]。

## 供給区域

三重県下の主要電気事業者供給区域図（1921年）。画像中央部右側、青緑色の部分が伊勢電気鉄道の供給区域

1921年6月末時点での伊勢電気鉄道の電灯・電力供給区域は以下の通り。
- 三重県宇治山田市（現・伊勢市）
- 三重県度会郡 ：
  - 浜郷村・四郷村・二見町・神社町・大湊町・御薗村・宮本村・沼木村（現・伊勢市）
  - 五ヶ所村・宿田曽村（現・南伊勢町）、神原村（現・南伊勢町および志摩市）
- 三重県志摩郡 ：
  - 浜島町・磯部村・的矢村（現・志摩市）
  - 長岡村・鏡浦村（現・鳥羽市）

上記17市町村のうち、宮本村・沼木村は翌1922年3月の供給開始である。また度会郡五ヶ所村・神原村村と志摩郡磯部村・的矢村・長岡村・鏡浦村では三重合同電気発足時点でも未開業であった。
なお、旧伊勢電気鉄道地域は1951年（昭和26年）に発足した中部電力の供給区域にすべて含まれている（三重県は南牟婁郡の一部を除き中部電力区域）。

## 発電所
伊勢電気鉄道では1897年の開業から1922年の三重合同電気設立までの間に計4か所の発電所を運転した。これら4発電所の概要は以下の通り。また他社発電所ではあるが伊勢電気鉄道と関係のあった発電所1か所についても記す。

### 第一発電所
伊勢電気鉄道では最末期を除いて火力発電を電源としていた。宮川電気として1897年（明治30年）6月に開業した際の火力発電所は、中部電力伊勢営業所（伊勢市岩渕1丁目9-24）のある場所に立地。発電所名は逓信省の資料には「第一発電所」とある。
開業時の設備は芝浦製作所製ボイラーおよび三吉電機製100馬力蒸気機関・50キロワット単相交流発電機（周波数80ヘルツ）各1台からなった。1898年（明治31年）3月、同一設備が各1台増設され、発電所出力は100キロワットとなる。さらに1903年（明治36年）8月の軌道事業開業にあわせボイラー・110馬力蒸気機関およびシーメンス製72キロワット直流発電機各1台が電車用設備として建設された。
後述の第二発電所が完成した後、1908年（明治41年）時点では直流発電機はなく供給用の三相交流発電機を置いており、ボイラー・蒸気機関各3台と50キロワット単相交流発電機2台・75キロワット三相交流発電機1台（ゼネラル・エレクトリック製、周波数60ヘルツ）という設備構成になっている。さらに1910年（明治43年）7月には100キロワットの増設がなされ、上記設備に160馬力蒸気機関1台と100キロワット単相交流発電機1台（芝浦製作所製・周波数80ヘルツ）が加わった。
1915年（大正4年）、75キロワット発電機1台が第一発電所から第二発電所へと移設される。第二発電所の完成後は予備発電所となっており、1917年（大正6年）4月に廃止された。

### 第二発電所
伊勢電気鉄道2か所目の火力発電所は、1907年（明治40年）1月、第一発電所と同じ岩渕地内のうち勢田川にかかる錦水橋の近く（電車車庫に隣接）に建設された。発電所名は逓信省の資料によると、第一発電所のある時期は「第二発電所」、廃止後は「岩淵発電所」とあるのが確認できる。
当初は電車電源専用の発電所であり、ボイラー2台・300馬力蒸気機関1台とAEG製170キロワット直流発電機1台という設備構成であった。1911年時点ではこれらに供給用発電設備としてボイラー2台・500馬力蒸気機関1台と300キロワット三相交流発電機（シーメンス製・周波数60ヘルツ）が加えられており、発電所出力は470キロワットとなっている。1915年には第一発電所から75キロワット発電機が移設され、最終的な設備構成はボイラー4台・蒸気機関3台および170キロワット直流発電機・300キロワット三相交流発電機・75キロワット三相交流発電機各1台となった。なお燃料は石炭（粉炭）が用いられた。
三重合同電気時代の1928年（昭和3年）6月、岩淵発電所は出力545キロワットのまま廃止された。

### 浜島発電所
宇治山田市内から離れた浜島地区の電源として浜島発電所があった。元は浜島電気が1915年（大正4年）に建設したもので、1921年4月に伊勢電気鉄道が譲り受けた。所在地は志摩郡浜島町大字浜島（現・志摩市浜島町浜島）で、町役場西側に立地した。
発電方式は内燃力発電の一種、ガス力発電である。これは、石炭・コークスなどを熱するガス発生装置と、そこで生ずるガスを吸入・燃焼し駆動するガスエンジンの2つを組み合わせた「吸入ガス機関（サクションガスエンジン）」を原動機に用いる方式であり、当時三重県内では小規模発電所を中心に多用されていた。浜島発電所はイギリス製吸入ガス機関とゼネラル・エレクトリック製三相交流発電機（周波数60ヘルツ）を各1台備え、出力15キロワットで発電した。燃料にはコークスが使用された。
三重合同電気の資料によると、1923年4月に浜島発電所の廃止届が出されている。

### 宮前発電所
位置 ： 北緯34度25分27.7秒 東経136度19分28.8秒 / 北緯34.424361度 東経136.324667度
宮川電気の当初計画では、宇治山田市内に宮川から取水する水力発電所を建設する予定であったが、宮川の発電所は結局解散まで建設されなかった。そして長く火力発電を電源とする状態が続いたが、三重合同電気設立直前になって初の水力発電所宮前発電所が完成をみた。所在地は飯南郡宮前村大字野々口（現・松阪市飯高町野々口）で、宮川ではなく櫛田川に位置する。
竣工は1921年（大正10年）12月。櫛田川に堰堤を築き、3.896立方メートル毎秒を取水、川の右岸に沿った約2.7キロメートルの水路によって28.6メートルの有効落差を得て発電するという仕組みである。出力は832キロワットで、日立製作所製のフロンタル型フランシス水車・三相交流発電機各1台を備えた。周波数は60ヘルツ。発生電力は宇治山田市内の船江変電所へと送電された。
三重合同電気に引き継がれた後は東邦電力、中部配電と移り1951年以降は中部電力の所属となっている。

### 波多瀬発電所（三重共同電力）
位置 ： 北緯34度28分41.5秒 東経136度25分37.5秒 / 北緯34.478194度 東経136.427083度
先に触れた宇治山田市内の船江変電所には、三重共同電力という別会社からの電力も送られた。同社が運転した発電所は波多瀬発電所といい、1921年11月に完成、同年12月より運転を開始した。所在地は宮前発電所の下流側、多気郡五ヶ谷村大字波多瀬（現・多気町波多瀬）である。
運営会社の三重共同電力株式会社は、元は県内の主要電力会社5社で共同火力発電所を建てる目的で起業された会社であった。設立は1919年8月、資本金は100万円で、伊勢電気鉄道が全2万株のうち6200株を持つ筆頭株主である（1920年11月時点）。なお三重共同電力の火力発電所は三重合同電気発足後にあたる1923年（大正12年）7月になり津市に完成している。
波多瀬発電所は櫛田川の立梅用水を活用する発電所であり、川から4.18立方メートル毎秒を取水の上、用水路で25.8メートルの有効落差を得て発電するという仕組みを持つ。1913年の豪雨で流出していた立梅用水の堰を三重共同電力で再建する、という条件で用水路の発電兼用を認められたという経緯がある。発電設備は三菱造船製のフランシス水車・三相交流発電機各1台で、周波数は60ヘルツ。灌漑にあわせて出力が変動するという特殊な発電所で、発電所出力は最大803キロワットだが灌漑期は161キロワットしか発電できない。
三重共同電力は1925年（大正14年）1月に三重合同電気へと事業譲渡の形で統合された。波多瀬発電所は宮前発電所と同じくその後東邦電力、中部配電と移り1951年以降は中部電力に属する。

## 軌道事業

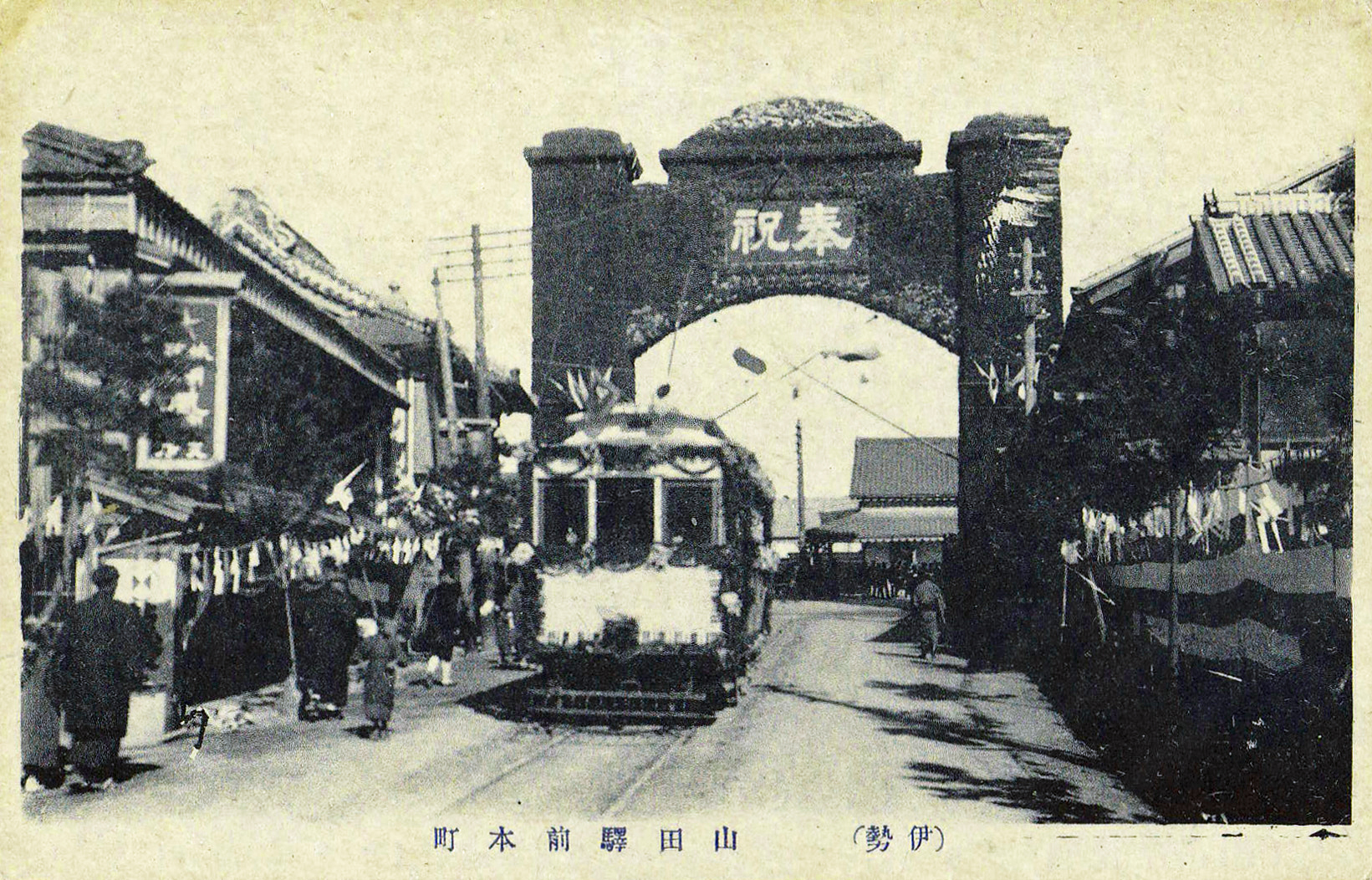
1915年に山田駅前で撮影された伊勢電気鉄道の電車

伊勢電気鉄道の軌道線は、伊勢神宮外宮の門前町山田、内宮の門前町宇治と景勝地二見浦の3地点を結ぶ路線であった。当時の自治体名では宇治山田市と度会郡浜郷村・四郷村・二見町の3町村（いずれも現・伊勢市）にまたがる。開業は1903年（明治36年）8月で、日本国内では7番目、東海地方では名古屋電気鉄道（1898年開業）に続く電気鉄道である。
軌道線は、1921年末時点で全長9.4マイル（15.1キロメートル）の路線であった。うち6.6マイル（10.6キロメートル）が単線、2.8マイル（4.5キロメートル）が複線であり総延長は12.2マイル（19.6キロメートル）となる。軌間は3フィート6インチ軌間（1,067ミリメートル軌間）が採用されている。電化路線であり電車線には直流575ボルトの電気が送電される。
路線は後の合同電気「参宮二見線」、三重交通「神都線」にあたるが、1961年（昭和36年）に廃止されており現存しない。

### 路線

#### 二見線
1897年（明治30年）6月に電気供給事業が開業した後、宮川電気は同年9月24日付で軌道条例に基づく最初の軌道敷設特許を取得した。区間は宇治山田市岩淵町（山田地区）から二見町大字江村までの4.75マイル（7.64キロメートル）である。この段階では宇治山田市内に鉄道路線はなく、津方面から伸びる参宮鉄道（JR紀勢本線・参宮線の前身にあたる）は宮川西岸の宮川駅止まりであった。参宮鉄道の延伸により、外宮近くに山田駅（現・伊勢市駅）が開設されたのは同年11月のことである。
特許取得から5年経った1902年（明治35年）12月工事に着手。翌1903年6月に工事落成ののち、同年8月5日、宮川電気は軌道事業を開業した。三重県の資料によると、順に山田・川崎・黒瀬・溝口・山田野原・二見という「待合所」が置かれた。年内の乗客数は計6万6279人であった（貨物営業はせず）。路線の終点付近に位置する二見浦は海水浴場設置・賓日館建設・二見興玉神社分祀など開発が進みつつあったが、山田二見間の電車開通や1911年（明治44年）の参宮線二見浦駅設置など交通機関整備を機に旅館街として発展していくことになる。
参宮鉄道山田駅前では、1900年4月に駅と外宮を直線的に結ぶ幅員10間（18.18メートル）の駅前道路が完成した。宮川電気では1903年5月に山田駅前への軌道延長を出願、同年12月12日付で山田駅前まで0.21マイル（0.34キロメートル）の軌道敷設特許を得て、2年後の1905年（明治38年）8月4日、当該区間を延伸した。
後年の区分では、山田駅前 - 本町間の外宮前経由別線（後述）分岐点から二見までの区間を「二見線」といった。この区間の停留場には、山田駅前側から本町・市役所裏・会社前・郡役所前・箕曲横町・錦水橋・前田・河崎・二軒茶屋・黒瀬・通・汐合・御塩殿道・三津・二見の15か所があった。なお1909年10月本町 - 前田間に外宮前経由の別線が開業すると同線が下り線（前田方面行き）、既設線が上り線（山田駅前方面行き）と使い分けられたため、上記停留場のうち本町 - 錦水橋間は山田駅前方面行きのみ停車した。

#### 内宮線・中山線
1903年11月、宮川電気では外宮・内宮間の連絡を目指して宇治山田市浦田町までの路線延長出願し、同年12月15日付で、宇治山田市岩淵町字前田から浦田町（宇治地区）までの2.82マイル（4.54キロメートル）と浜郷村大字神田久志本から大字黒瀬までの0.38マイル（0.61キロメートル）の2区間について軌道敷設特許を追加取得した。この路線は、既設線二見線前田停留場から分岐し中山停留場を経て宇治停留場へと至る路線と、中山停留場と二見線二軒茶屋停留場を連絡する路線からなる。3年後の1906年（明治39年）10月16日開業に至った。なお前田 - 宇治間は複線で建設されている。
1907年度から1909年度にかけて、三重県の事業として外宮・内宮間の新道御幸道路が整備された。伊勢電気鉄道では1907年（明治40年）11月12日、宇治山田市豊川町（山田地区）から浜郷村大字神田久志本までの0.83マイル（1.34キロメートル）について敷設特許を取得する。これは御幸道路上の軌道として1909年（明治42年）4月に着工、同年10月1日既設線の南側を通る本町 - 外宮前 - 前田間の路線として開業した。前述の通り、この区間の開業で既設線本町 - 前田間は上り線、新線は下り線という使い分けがなされた。
内宮側の宇治停留場は、猿田彦神社の東側、旧伊勢街道と御幸道路の交差点でおはらい町の入口にあたる場所に位置した。宇治延伸3年後の1912年（大正元年）9月24日、伊勢電気鉄道では宇治山田市浦田町から今在家町までの敷設特許を取得する。同区間は1914年（大正3年）11月14日、宇治停留場から内宮前停留場までの延伸として完成をみた。この内宮前延伸と、御幸道路開通に伴う内宮前までの自動車乗り入れにより、おはらい町では参宮客の減少という影響が表れた。このため1922年以降昭和初期にかけて路線を浦田町止まりに戻そうとする短縮運動が起きている。
ここまで述べた路線のうち、山田駅前から外宮前・前田経由で内宮前に至る路線を「内宮線」、中山 - 二軒茶屋間連絡線を「中山線」という。この区間の停留場には、山田駅前・外宮前・市役所表・会社裏・警察署前・前田・倉田山・中山・松尾・中道・楠部・月読宮・宇治・中之切・内宮前の15か所があった（中山線には途中停留場なし、また外宮前 - 前田間は下り線のため前田方面行きのみ停車）。

### 運行・運賃
1916年刊行の案内によると、運行系統は山田 - 内宮間、山田 - 二見間、内宮 - 二見間の3通りがあり、運転時間は6時発から20時5分発まで、運行間隔は7時発から18時12分発まで16分毎、前後は約30分毎であった。1919年刊行の案内でも運行系統は同様である。
運賃は、1916年時点では山田 - 内宮間片道9銭・往復16銭、山田 - 二見間片道9銭・往復17銭、内宮 - 二見間片道14銭・往復26銭で、他に山田から内宮（または二見）経由で二見（または内宮）までの切符23銭、全線巡回切符30銭がある。いずれも別途通行税1銭を要する。1919年時点では、通行税込みで山田 - 内宮間往復16銭、山田 - 二見間往復11銭、内宮 - 二見間往復21銭、山田から二見と内宮を回る回遊切符29銭（内宮が先の場合33銭）、山田から二見・内宮を経て山田に戻る巡遊切符41銭があった。1919年時点では団体割引があり、倉田山停留場（鞍田山公園最寄り）および月読宮停留場（月讀宮最寄り）での途中下車制度もあった。

### 使用車両
1903年の開業時点では、オープンデッキ構造（運転台に窓ガラスのない車両）で定員40人の木造四輪単車が導入された。いずれも名古屋の日本車輌製造製で、車両番号1 - 8の8両（奇数車は電動車・偶数車は付随車）があった。1906年には同様の車両が15両追加されている（9 - 23号、20号までの偶数車は付随車）。
単車導入は1908年にもあり、運転台窓ガラス付きの40人乗り木造単車が3両追加される（24 - 26号）。この年には付随車の貴賓車29号も導入されている。翌1909年にも40人乗り木造単車が2両追加された（30・31号）。これらの車両もすべて日本車輌製造製である。
1906年5月、最初のボギー車が日本車輌製造にて2両（27・28号）製造された。これも運転台窓ガラス付きの木造車で、定員は80人。技術的には空気ブレーキを搭載した点が特徴である。単車は合同電気時代の1935年（昭和10年）までに全廃されたが、このボギー車2両は1944年（昭和19年）の三重交通発足時も在籍し、同社のモ531形531・532となった。その後廃線4年前の1957年（昭和32年）まで在籍した。
伊勢電気鉄道時代の営業用車両は以上の31両だが、他に電動貨車が1両在籍した。1908年シーメンス製の車両で、二軒茶屋停留場付近の勢田川河畔に造成された貯炭場から火力発電所へと石炭を運搬する際に用いられた。

### 成績の推移
1908年度以降の年間乗車人員・貨物輸送量および軌道事業の営業収入・益金の推移は下表の通り。
- 出典は鉄道院 編『鉄道院年報』（1915年度まで）、鉄道院 編『鉄道院鉄道統計資料』（1919年度まで）、鉄道省 編『鉄道省鉄道統計資料』による。なお出典欄のリンク先は国立国会図書館デジタルコレクションである。

| 年度 | 乗車人員 （人） | 貨物輸送量 （トン） | 営業収入 （円） | 営業益金 （円） | 出典                                |
| ---- | --------------- | ------------------- | --------------- | --------------- | ----------------------------------- |
| 1908 | 612,152         | 1,829               | 72,266          | 10,669          | 鉄道院年報 明治41年度(1913)         |
| 1909 | 830,929         | 1,112               | 89,750          | 8,198           | 鉄道院年報 明治42年度(1913)         |
| 1910 | 1,242,449       | 325                 | 102,338         | 14,639          | 鉄道院年報 明治43年度(1913)         |
| 1911 | 989,630         | 146                 | 95,072          | 3,482           | 鉄道院年報 明治44年度(1914)         |
| 1912 | 939,754         | 111                 | 83,123          | 9,011           | 鉄道院年報 大正元年度(1914)         |
| 1913 | 818,961         | 569                 | 87,391          | 31,238          | 鉄道院年報 大正2年度(1915)          |
| 1914 | 727,813         | 17                  | 81,414          | 15,516          | 鉄道院年報 大正3年度(1916)          |
| 1915 | 865,792         | -                   | 108,202         | 38,916          | 鉄道院年報 大正4年度(1917)          |
| 1916 | 907,389         | -                   | 107,111         | 50,223          | 鉄道院鉄道統計資料 大正5年度(1918)  |
| 1917 | 1,252,843       | -                   | 154,938         | 71,401          | 鉄道院鉄道統計資料 大正6年度(1919)  |
| 1918 | 1,358,087       | -                   | 182,420         | 69,005          | 鉄道院鉄道統計資料 大正7年度(1920)  |
| 1919 | 1,626,617       | -                   | 241,433         | 80,816          | 鉄道院鉄道統計資料 大正8年度(1922)  |
| 1920 | 1,634,203       | -                   | 279,988         | 106,149         | 鉄道省鉄道統計資料 大正9年度(1923)  |
| 1921 | 1,897,027       | -                   | 304,820         | 161,412         | 鉄道省鉄道統計資料 大正10年度(1924) |

## 人物
三重合同電気設立直前、1922年2月末時点での役員は以下の8名であった。
- 取締役 ：
  - 太田光熈 ： 会長[69]。京阪電気鉄道常務（のち社長）、宇治古市「備前屋」主人太田小三郎の養子[116]。
  - 秋田喜助 ： 専務[69]。発起人の一人[17]。山田の洋物商[117]。
  - 河村清兵衛 ： 山田の醤油醸造業者（屋号「糀屋」）[118]。
  - 川北栄夫 ： 川北電気企業社（大阪）社長[63]。
  - 田中善助 ： 巌倉水電社長[119]。
- 監査役 ：
  - 阿竹嘉六 ： 山田の材木商[120]。
  - 澤潟久富 ： 元宇治山田市会議長（のち宇治山田市長）[121]。
  - 井原外助 ： 電気技術者、川北栄夫の義弟[122]。